# Lilltjärnen (Rödöns socken, Jämtland)
Lilltjärnen är en sjö i Krokoms kommun i Jämtland och ingår i Indalsälvens huvudavrinningsområde.